# Ulysses Llanez
Ulysses Llanez Jr. (Lynwood, California, 2 de abril de 2001) es un futbolista estadounidense. Juega de delantero.

## Trayectoria
Debutó profesionalmente el 6 de agosto de 2017 con los LA Galaxy II en la derrota por 0-2 contra el Phoenix Rising FC.
El 2 de abril de 2019 se oficializó su fichaje por el VfL Wolfsburgo, para formar parte de sus equipos juveniles.
El 15 de septiembre de 2020 fue cedido una temporada al S. C. Heerenveen neerlandés. Lo mismo ocurrió de cara al curso 2021-22, marchándose en esta ocasión al S. K. N. St. Pölten.
Fue desvinculado del Wolfsburgo al término de la temporada 2023-24.

## Selección nacional
En 2017 formó parte de una concentración con la selección de México sub-16.
Desde 2018 forma parte de la selección sub-20 de Estados Unidos, y fue uno de los citados para la Copa Mundial de Fútbol Sub-20 de 2019.
El 30 de diciembre de 2019 fue llamado a la selección de Estados Unidos. Debutó el 1 de febrero de 2020 contra Costa Rica en un amistoso, y anotó el que fue el gol de la victoria por 1-0.

## Estadísticas
Actualizado al último partido disputado el 29 de abril de 2023.
| Club                            | Div.          | Temporada     | Liga  | Liga  | Copas nacionales | Copas nacionales | Copas internacionales | Copas internacionales | Total | Total |
| Club                            | Div.          | Temporada     | Part. | Goles | Part.            | Goles            | Part.                 | Goles                 | Part. | Goles |
| ------------------------------- | ------------- | ------------- | ----- | ----- | ---------------- | ---------------- | --------------------- | --------------------- | ----- | ----- |
| LA Galaxy II Estados Unidos     | 2.ª           | 2017          | 9     | 0     | —                | —                | —                     | —                     | 9     | 0     |
| LA Galaxy II Estados Unidos     | 2.ª           | 2018          | 10    | 2     | —                | —                | —                     | —                     | 10    | 2     |
| LA Galaxy II Estados Unidos     | Total club    | Total club    | 19    | 2     | 0                | 0                | 0                     | 0                     | 19    | 2     |
| S. C. Heerenveen · Países Bajos | 1.ª           | 2020-21       | 5     | 0     | 1                | 0                | —                     | —                     | 6     | 0     |
| S. C. Heerenveen · Países Bajos | Total club    | Total club    | 5     | 0     | 1                | 0                | 0                     | 0                     | 6     | 0     |
| S. K. N. St. Pölten · Austria   | 2.ª           | 2021-22       | 25    | 6     | 2                | 0                | —                     | —                     | 27    | 6     |
| S. K. N. St. Pölten · Austria   | 2.ª           | 2022-23       | 20    | 5     | 2                | 2                | —                     | —                     | 22    | 7     |
| S. K. N. St. Pölten · Austria   | Total club    | Total club    | 45    | 11    | 4                | 2                | 0                     | 0                     | 49    | 13    |
| Total carrera                   | Total carrera | Total carrera | 69    | 13    | 5                | 2                | 0                     | 0                     | 74    | 15    |